# Okresy ve Švýcarsku

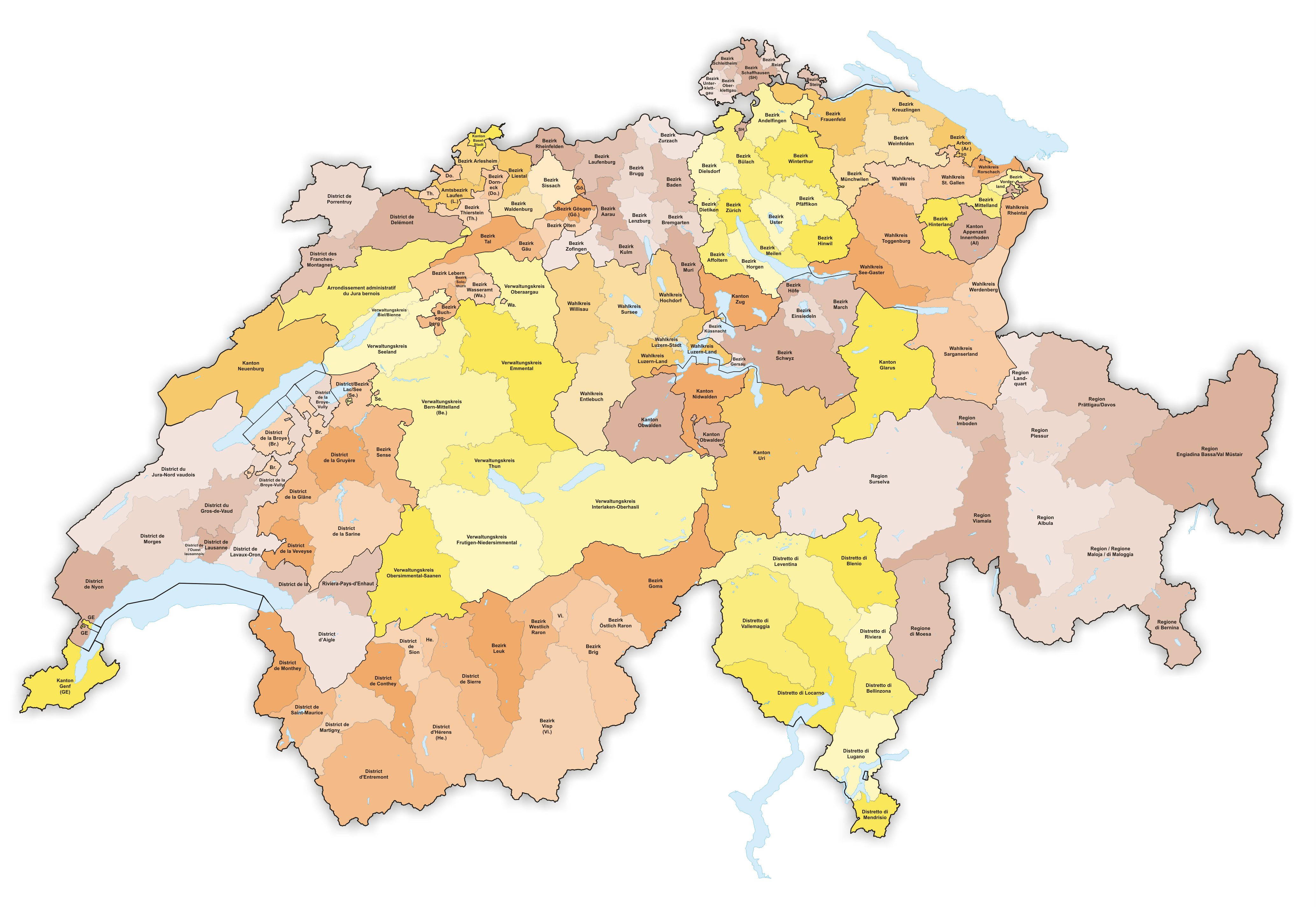
Okresy ve Švýcarsku od 1. ledna 2022 podle Bundesamt für Statistik (BFS)

Ve spolkovém uspořádání Švýcarska má spolkový stát (kanton) plnou volnost při rozhodování o své vnitřní organizaci; každý kanton si tak může svobodně vybrat vlastní vnitřní uspořádání. Proto existuje mnoho typů a názvů pro menší administrativní jednotky a v každém kantonu mohou mít rozdílný účel. Většina kantonů je dělena na Bezirke (německý výraz pro okres, okrsek). V mnoha kantonech jsou okresy relevantní pouze z hlediska organizace soudů. V několika kantonech se terminologie i funkce těchto správních jednotek v průběhu času změnila: z okresů (Bezirke) nebo správních úřadů (Ämter) na volební obvody (Wahlkreise). Do konce roku 2002 byl kanton St. Gallen rozdělen na 14 okresů (které také tvořily odpovídající volební obvody). K 1. lednu 2003 bylo 14 okresů nahrazeno 8 volebními obvody (Wahlkreise). Od 1. ledna 2013 došlo ke změně administrativní struktury také v kantonu Lucern: dosavadních 5 správních úřadů (Ämter) nahradilo 6 volebních obvodů (taktéž zvaných Wahlkreise). Na celostátní úrovni se označení volební obvod (vzhledem ke koincidenci s kantony) objevuje přímo jen zřídka; pro volby do kantonálního parlamentu je tak například kanton Basilej-venkov strukturován do volebních obvodů a volebních regionů (každý z nich obsahuje několik volebních obvodů). Cílem dělení je na jedné straně umožnit občanům volit pouze lokálně (ze svého jádra voličů); na druhé straně by měly být v kantonálním parlamentu dostatečně zastoupeny všechny oblasti kantonu. Další úroveň rozdělení tak zabraňuje nadměrnému nebo naopak nedostatečnému zastoupení některých (zvláště hustě osídlených) regionů v kantonálním parlamentu.
Mezi další názvy patří Verwaltungskreis (kanton Bern), Region (Graubünden), district (ve frankofonních kantonech) nebo distretto (italsky – kanton Ticino). Některé kantony nepoužívají dělení okresní úrovně, některé jej postupem času opustily, ale využívají jej pro statistické účely.
Okres zpravidla slouží pouze k decentralizaci kantonální správy a organizace soudů. Naproti tomu v kantonu Schwyz jsou okresy z historických důvodů samostatnými právními subjekty s daňovou suverenitou a v některých případech s vlastní regionální radou. Okresy (německy Kreis, rétorománsky circul nebo italsky circolo) hrály v minulosti srovnatelnou roli v kantonu Graubünden. V kantonu Appenzell Innerrhoden je pak okres název pro nejnižší správní jednotku, tj. na úrovni politické obce.

## Seznam švýcarských okresů
| Kanton                 | Okresy                                                     | Okresy           | Okresy |
| Kanton                 | Počet (účel)                                               | Název            | Seznam (sídlo) |
| ---------------------- | ---------------------------------------------------------- | ---------------- | --- |
| Aargau                 | 11                                                         | Bezirk           | - Aarau (Aarau) - Baden (Baden) - Bremgarten (Bremgarten) - Brugg (Brugg) - Kulm (Unterkulm) - Laufenburg (Laufenburg) - Lenzburg (Lenzburg) - Muri (Muri) - Rheinfelden (Rheinfelden) - Zofingen (Zofingen) - Zurzach (Bad Zurzach)                                                                     |
| Appenzell Ausserrhoden | 3 (statistické účely)                                      | Bezirk           | - Hinterland - Mittelland - Vorderland |
| Appenzell Innerrhoden  | –                                                          | –                | – |
| Basilej-město          | –                                                          | –                | – |
| Basilej-venkov         | 5                                                          | Bezirk           | - Arlesheim (Arlesheim) - Laufen (Laufen) - Liestal (Liestal) - Sissach (Sissach) - Waldenburg (Waldenburg) |
| Bern                   | 10 (sdružené do 5 správních oblastí - Verwaltungsregion)   | Verwaltungskreis | - Bern-Mittelland (Ostermundigen) - Bernský Jura (Courtelary) - Biel/Bienne (Biel/Bienne) - Emmental (Langnau im Emmental) - Frutigen-Niedersimmental (Frutigen) - Interlaken-Oberhasli (Interlaken) - Oberaargau (Wangen an der Aare) - Obersimmental-Saanen (Saanen) - Seeland (Aarberg) - Thun (Thun) |
| Curych                 | 12                                                         | Bezirk           | - Affoltern (Affoltern am Albis) - Andelfingen (Andelfingen) - Bülach (Bülach) - Curych (Curych) - Dielsdorf (Dielsdorf) - Dietikon (Dietikon) - Hinwil (Hinwil) - Horgen (Horgen) - Meilen (Meilen) - Pfäffikon (Pfäffikon) - Uster (Uster) - Winterthur (Winterthur)                                   |
| Fribourg               | 7                                                          | district, Bezirk | - Broye (Estavayer-le-Lac) - Glâne (Romont) - Gruyère (Bulle) - Sarine (Fribourg) - See (Murten) - Sense (Tafers) - Veveyse (Châtel-Saint-Denis) |
| Glarus                 | –                                                          | –                | – |
| Graubünden             | 11                                                         | Region           | - Albula (Albula/Alvra) - Bernina (Poschiavo) - Engiadina Bassa/Val Müstair (Scuol) - Imboden (Domat/Ems) - Landquart (Landquart) - Maloja (Samedan) - Moesa (Roveredo) - Plessur (Chur) - Prättigau/Davos (Klosters) - Surselva (Ilanz/Glion) - Viamala (Thusis)                                        |
| Jura                   | 3                                                          | district         | - Delémont (Delémont) - Franches-Montagnes (Saignelégier) - Porrentruy (Porrentruy) |
| Lucern                 | 6 (volební obvody, statistické účely)                      | Wahlkreis        | - Entlebuch - Hochdorf - Lucern-venkov - Lucern-město - Sursee - Willisau |
| Neuchâtel              | –                                                          | –                | – |
| Nidwalden              | –                                                          | –                | – |
| Obwalden               | –                                                          | –                | – |
| Schaffhausen           | 6 (statistické účely)                                      | Bezirk           | - Oberklettgau - Reiat - Schaffhausen - Schleitheim - Stein - Unterklettgau |
| Schwyz                 | 6                                                          | Bezirk           | - Einsiedeln (Einsiedeln) - Gersau (Gersau) - Höfe (Wollerau, Pfäffikon) - Küssnacht (Küssnacht) - March (Lachen) - Schwyz (Schwyz) |
| Solothurn              | 10 (statistické účely, sdruženy do 5 departementů - Amtei) | Bezirk           | - Bucheggberg (Buchegg) - Dorneck (Dornach) - Gäu (Oensingen) - Gösgen (Niedergösgen) - Lebern (Grenchen) - Olten (Olten) - Solothurn (Solothurn) - Thal (Balsthal) - Thierstein (Breitenbach) - Wasseramt (Kriegstetten)                                                                                |
| St. Gallen             | 8 (volební obvody, statistické účely)                      | Wahlkreis        | - Rheintal - Rorschach - Sarganserland - See-Gaster - St. Gallen - Toggenburg - Werdenberg - Wil |
| Thurgau                | 5                                                          | Bezirk           | - Arbon (Arbon) - Frauenfeld (Frauenfeld) - Kreuzlingen (Kreuzlingen) - Münchwilen (Münchwilen) - Weinfelden (Weinfelden) |
| Ticino                 | 8 (dále dělené na 38 jednotek circolo)                     | distretto        | - Bellinzona (Bellinzona) - Blenio (Acquarossa) - Leventina (Faido) - Locarno (Locarno) - Lugano (Lugano) - Mendrisio (Mendrisio) - Riviera (Riviera) - Vallemaggia (Cevio) |
| Uri                    | –                                                          | –                | – |
| Valais                 | 14                                                         | district, Bezirk | - Brig (Brig-Glis) - Conthey (Conthey) - Entremont (Sembrancher) - Goms (Münster-Geschinen) - Hérens (Vex) - Leuk (Leuk) - Martigny (Martigny) - Monthey (Monthey) - Östlich Raron (Mörel-Filet) - Saint-Maurice (Saint-Maurice) - Sierre (Sierre) - Sion (Sion) - Visp (Visp) - Westlich Raron (Raron)  |
| Vaud                   | 10                                                         | district         | - Aigle (Aigle) - Broye-Vully (Payerne) - Gros-de-Vaud (Echallens) - Jura-Nord vaudois (Yverdon-les-Bains) - Lausanne (Lausanne) - Lavaux-Oron (Bourg-en-Lavaux) - Morges (Morges) - Nyon (Nyon) - Ouest lausannois (Renens) - Riviera-Pays-d’Enhaut (Vevey)                                             |
| Zug                    | –                                                          | –                | – |
| Ženeva                 | –                                                          | –                | – |